# Voivodato di Vilnius
Il voivodato di Vilnius (in polacco województwo wileńskie, in lituano Vilniaus vaivadija) era il voivodato capitale del Granducato di Lituania e in seguito fu il voivodato capitale della parte lituana della Confederazione polacco-lituana. Dopo l'occupazione polacca dei territori orientali della Lituania, il voivodato di Wilno riprese ad esistere come parte della Seconda Repubblica di Polonia. Il voivodato esistette in vari periodi, tra il XV secolo e la Spartizione della Polonia del 1795 e in seguito dalla restaurazione del controllo polacco sull'area nel 1922 fino all'annessione della regione da parte dell'Unione Sovietica durante la Seconda guerra mondiale con il nome di voivodato di Wilno.

## Geografia e divisione amministrativa
Geograficamente, l'area era centrata intorno alla città di Vilnius, che era sempre stata la capitale e la sede di un Voivoda. La forma del voivodato, comunque, variò nel tempo. I primi voivodati che esistettero fino alla spartizione erano composti da cinque unità minori di divisione amministrativa, i distretti:
- Distretto di Wilno-Troki
- Distretto di Oszmiana
- Distretto di Lida
- Distretto di Wiłkomierz
- Distretto di Brasław

## Storia
Inizialmente, l'area era centrata attorno alle due città più importanti e antiche della Lituania, Troki (oggi Trakai) e Wilno.

## Voivodi
- Albertas Vaitiekus Manvydas (dal 1413)
- Jonas Goštautas (dal 1443)
- Mikalojus Radvila (dal 1480)
- Mikolaj Radziwiłł (dal 1507)
- Albertas Goštautas (dal 1522)
- Jan Hlebowicz (dal 1542)
- Mikołaj "il Nero" Radziwiłł (dal 1551)
- Boguš Korecki (verso il 1576)
- Krzysztof Mikołaj "Piorun" Radziwiłł (dal 1584)
- Mikołaj Krzysztof "Sierotka" Radziwiłł (dal 1604)
- Lew Sapieha (dal 1621 o 1623)
- Krzysztof Radziwiłł (dal 1633)
- Janusz Skumin Tyszkiewicz (1640-1642)
- Krzysztof Chodkiewicz (dal 1642)
- Janusz Radziwiłł (dal 1653)
- Jan Paweł Sapieha (dal 1656)
- Michał Kazimierz Radziwiłł (dal 1667)
- Michał Kazimierz Pac (dal 1669)
- Kazimierz Jan Sapieha (dal 1705)
- Michał Kazimierz "Rybeńko" Radziwiłł (dal 1744)
- Michał Hieronim Radziwiłł (dal 1755)
- Karol Stanisław "Panie Kochanku" Radziwiłł (1762-1764 e 1768-1790)